# Plainview (Texas)
Plainview település az Amerikai Egyesült Államok Texas államában, Hale megyében, melynek megyeszékhelye is. Lakosainak száma 20 187 fő (2020. április 1.).

## Népesség
A település népességének változása:

| 2010 | 22 194 |
| 2020 | 20 187 |